# ピエール・マーチン
ピエール・マーチン（Pierre Martin、本名：Jean Gagné、1947年7月19日 - 2016年10月21日）は、カナダのプロレスラー。ケベック州ケベック・シティー出身のフランス系カナダ人。
フレンチ・マーチン（Frenchy Martin）またはフレンチ・マーテル（Frenchy Martel）のリングネームでも知られ、ヒールとしてカナダ各地やプエルトリコを主戦場に活動した。

## 来歴
1971年（1968年説もあり）のデビュー後、地元ケベックのモントリオール地区をはじめ、カルガリーのスタンピード・レスリングやバンクーバーのオールスター・レスリングなど、カナダの各団体で活動。アメリカにも進出し、ルイジアナ、テキサス、カンザスなど、NWAの傘下テリトリーを転戦した。
1975年3月1日、プエルトリコのWWCにてカルロス・コロンからWWC北米ヘビー級王座を奪取。同時期、同じくケベック出身のマイク・マーテルとフランス傭兵ギミックのタッグチーム、ザ・マーセナリーズ（The Mercenaries）を結成。3月8日にWWC北米タッグ王座を獲得し、以降もプエルトリコおよびカナダ各地で活躍した。
1975年11月、ザ・コンバット（The Combat）のチーム名でマーテルと共に国際プロレス『ビッグ・ウインター・シリーズ』に初来日。11月3日の開幕戦でグレート草津&マイティ井上からIWA世界タッグ王座を奪取し、11月21日のリターンマッチにも勝利して初防衛に成功。12月2日の横浜文化体育館での金網タッグデスマッチによる再度のリターンマッチで草津&井上に奪還されたものの、一時はタイトルの海外流出が危ぶまれた。マーチンはシングルでの実績も評価され、シリーズ最終戦の12月4日、後楽園ホールにてラッシャー木村のIWA世界ヘビー級王座にも挑戦した。国際プロレスには、ジプシー・ジョーやギル・ヘイズが同時参戦した翌1976年10月開幕の『勇猛シリーズ』にもマーテルとのコンビで再来日し、王座返り咲きを狙って草津&井上に連続挑戦している。
1978年に相棒のマイク・マーテルがプエルトリコにて死去してからは、1979年1月22日にマイクの弟リック・マーテルとのチームでWWC北米タッグ王座を再び獲得。同年4月、マッドドッグ・マーチン（Mad Dog Martin）と名乗って全日本プロレスの『NWAチャンピオン・シリーズ』に来日しているが、"Mad Dog" とはマイク・マーテルの異名でもあった。1980年5月23日にはミスター・フジと組んでブルドッグ・ブラワー&ルーク・グラハムを破り、WWC北米タッグ王座への4度目の戴冠を果たしている。1981年1月の全日本プロレス『新春ジャイアント・シリーズ』への再来日では、プエルトリコでの盟友アブドーラ・ザ・ブッチャーともタッグを組んだ。
1983年からは古巣のモントリオールやマリタイム地区を主戦場に活動。1984年7月には、当時カナダとの外国人選手招聘ルートを持っていた旧UWFの『UWF無限大記念日』に、フレンチ・マーテル（Frenchy Martel）のリングネームでレオ・バークやザ・UFOらと共に来日。2日目（7月24日）の興行ではメインイベントで前田日明と対戦し、マーク・ルーインが外国人エースを務めた8月開幕の『ビクトリー・ウイークス』にも継続参戦した。
1986年より、モントリオールのインターナショナル・レスリング（Lutte Internationale）と提携していたWWFの興行に、フレンチ・マーチン（Frenchy Martin）の名義でヒールのジョバーとして出場。WWFが同団体を買収した1988年からは、モントリオールのトップスターだったディノ・ブラボーのマネージャーを担当、当時の4大PPV『レッスルマニア』『サマースラム』『サバイバー・シリーズ』『ロイヤルランブル』にもブラボーのセコンド役で登場した。
1990年の中盤にWWFを離れ、そのままレスリング・ビジネスから引退。以後は、1999年8月にモントリオールで開催された "International Wrestling 2000" のリチャード・シャラン対キングコング・バンディ戦に、シャランのマネージャーとして登場。同イベントはWWFを共にサーキットしたジャック・ルージョー・ジュニアらルージョー・ファミリーが主催し、ロニー・ガービン、ジミー・ガービン、ミシェル・デュボアなども出場した。
2016年10月21日、膀胱癌により69歳で死去。

## 得意技
- エルボー・ドロップ[21]
- ニー・ドロップ[22]

## 獲得タイトル
インターナショナル・レスリング・エンタープライズ
- IWA世界タッグ王座：1回（w / マイク・マーテル）[10]

ワールド・レスリング・カウンシル
- WWCカリビアン・ヘビー級王座：2回[23]
- WWC北米ヘビー級王座：3回[6]
- WWC北米タッグ王座：4回（w / マイク・マーテル、ジャン・マーテル、リック・マーテル、ミスター・フジ）[7]
- WWC世界タッグ王座：4回（w / ウラカン・カスティーヨ、ホセ・ゴンザレス、ジノ・ダラセーラ、グラン・アポロ）[24]

イースタン・スポーツ・アソシエーション
- ESA北米ヘビー級王座：1回[25]
- ESAマリタイム・タッグ王座：2回（w / マイク・マーテル）[26]

スタンピード・レスリング
- スタンピード北米ヘビー級王座：2回[27]
- インターナショナル・タッグ王座（カルガリー版）：1回（w / リッパー・コリンズ）[28]

インターナショナル・レスリング
- インターナショナル・タッグ王座（モントリオール版）：2回（w / ピエール・ルフェーブル）[29]

オールスター・プロレスリング
- NWA英連邦ヘビー級王座：1回[30]